# Magid Magid
Cet article possède un paronyme, voir Majid Majidi.
Magid Magid, aussi connu sous le nom de Magid Mah, né le 26 juin 1989 à Burao en Somalie, est un homme politique et activiste anglo-somalien. Il a été Lord-maire de Sheffield de mai 2018 à mai 2019. Sa nomination a soulevé un important intérêt politique, étant le premier Somali, le plus jeune et le premier conseiller du parti vert jamais élu à ce poste. Il est élu en 2019 député européen du Parti vert dans la circonscription de Yorkshire et Humber.
Né dans la région du Somaliland en Somalie, Magid est arrivé en 1994 en Angleterre en tant qu'enfant réfugié. Il grandit dans le district de Burngreave (en) à Sheffield et étudie la biologie marine à l'université de Hull. Il a travaillé dans le marketing informatique et a été élu en 2016 membre du conseil municipal de Sheffield. De 2017 à 2018, il est Lord-maire adjoint de Sheffield et participe également à la troisième saison de la série Hunted.

## Enfance et éducation
Magid est né à Burao, capitale de la région de Togdheer au Somaliland en Somalie. Au moment de sa naissance, la guerre civile somalienne avait éclaté. Avec sa mère et ses cinq frères et sœurs, ils quittent le Somaliland en 1994 "pour trouver une meilleure vie" et passent six mois dans un camp de réfugiés en Éthiopie avant d'être acceptés en Grande-Bretagne. La famille s'installe ainsi à Burngreave à Sheffield. En grandissant, Magid a déclaré se souvenir simplement qu'il était heureux, mais se rappelle des difficultés dans son enfance. Il a affirmé que la vie était difficile pour sa famille lors de leur arrivée en Angleterre alors incapable de parler anglais. Il était donc difficile d'apprendre cette nouvelle langue et à la fois de s'adapter à un nouveau style de vie. Sa mère travailla comme agent d'entretien pour aider ses enfants à suivre l'école. Au début des années 2000, Burngreave était l'un des endroits les plus défavorisés économiquement à Sheffield. Magid a affirmé qu'il avait "peu affaire à un modèle masculin", soutenant que "il est aisé de devenir produit de son milieu, et une grande partie du mien était négatif. J'ai donc été assez pénible à une période."
Magid a fréquenté l'école Fir Vale (en) de Sheffield et étudié pour un A-level en Psychologie, Droit et Philosophie au Lycée Longley Park (en). Il cite son intérêt pour la musique comme une part importante de son développement personnel, ayant l'habitude à l'école de créer et vendre ses propres mixtapes sur CD. Il termine ses études à Longley Park en 2008 et entreprend de rassembler de l'argent, à raison de 12 heures de travail par jour pendant 9 semaines, afin de voyager pendant sa "Parenthèse utile" (gap year en anglais). Il visite les Alpes suisses, où il suivit un stage d'alpinisme, mais aussi l'Égypte, le Kenya, la Tanzanie, Zanzibar et l'Allemagne, où il court le marathon de Berlin. À l'âge de 17 ans, Magid a ainsi développé un intérêt pour l'alpinisme en tant que loisir, et en septembre 2009, il voyage au Kilimandjaro, engage un guide local et gravit la montagne.
Magid décide vouloir entrer à l'université et entame ainsi une licence en biologie marine à l'université de Hull après son année sabbatique. Pendant sa période à l'université, il fonde le club mixte des arts martiaux de l'université, où il reçoit le surnom de "Magic Magid the Submission Magician" (Magique Magid le magicien de la soumission). Il est aussi élu président du syndicat étudiant Hull University Union (en) où il dira de lui ne pas avoir été "politiquement malin" mais "attentif à certains sujets". En 2013, en tant que président du syndicat, Magid fait face à une lettre de plainte de la part de plusieurs conseillers syndicaux, mais à la suite d'une erreur administrative dans la manière où cela a été présenté, cela n'a pas mené à une motion de censure. Après l'université, Magid travaille dans le marketing numérique mais également pour l'œuvre de charité Shelter (en), luttant contre le problème des sans-abri. Il a aussi travaillé à son compte.

## Carrière politique

### Conseiller à Sheffield
Magid s'engage pour le parti vert de l'Angleterre et du pays de Galles en 2014, malgré le fait que nombre de membres de sa famille et amis soutiennent le parti travailliste. Il décide de rejoindre les Verts, étant préoccupé par la montée de UKIP en tant que force politique en Angleterre. À leur propos, il les a qualifiés de "compétents pour incarner le mal". Selon lui, ils "exploitent le désengagement des gens vis-à-vis de la politique et leur frustration". Il travaille avec les conseillers municipaux d'alors de la circonscription de Broomhill et Sharrow Vale (en) et est élu responsable de la collecte de fonds du Parti vert à Sheffield. Il est élu conseiller dans cette même circonscription de Broomhill et Sharrow Vale en 2016. Il a déclaré que, au vu de sa montée politique, "cela implique beaucoup de chance".
En tant que conseiller, Magid a siégé à la commission sur l'étude et les politiques pour des communautés plus sûres et plus fortes et au comité supérieur sur l'emploi des fonctionnaires. Entre les dates de son élection et du 1er juin 2018, il a assisté à 90 % des réunions et s'est excusé pour toutes celles auxquelles il était absent. Il a déclaré que ses principales préoccupations en tant que conseiller étaient d'établir de fortes relations entre les étudiants et les résidents vivant dans sa circonscription, tout comme protéger les zones de conservation s'y trouvant. Politiquement, Magid est un républicain, affirmant que tandis qu'il trouve le concept de chef d'état héréditaire obsolète, il ne pense pas les membres de la famille royale répréhensible. Il a également exprimé son soutien pour une plus grande décentralisation, une université gratuite et la fin des initiatives de financement privé (Private finance initiative (en)).
En avril 2017, il court le demi-marathon de Sheffield (en) déguisé en arbre pour protester contre la politique d'abattage du conseil. En 2017, il participe aussi au marathon de Londres pour recueillir des fonds pour l'ambulance Saint-Jean. Il est choisi par le conseil municipal pour être le Lord-maire adjoint de mai 2017 à mai 2018. Il n'était pas présent à sa cérémonie d'investiture, étant au tournage de la série Hunted. En octobre 2017, Magid est présélectionné pour le prix du jeune conseiller de l'année faisant partie des prix des performances des conseillers municipaux (Councillor Achievement Awards) de la LGiU (Local Government Information Unit, unité d'information sur les gouvernements locaux). En 2018, Magid lève des fonds pour le mémorial de guerre de Sheffield en menant un challenge de cyclisme statique.
En février 2019, Magid a annoncé qu'il ne se représenterait pas aux élections municipales de 2019 à Sheffield (en) et quitterait ainsi ses fonctions de conseiller municipal. Il est remplacé par la candidate victorieuse des Verts, Angela Argenzio.

### Lord-maire
Magid est nommé par ses trois collègues conseillers du Parti vert pour le rôle de Lord-maire de Sheffield. Le poste, essentiellement cérémoniel, implique que celui qui l'occupe doit représenter le conseil et la ville, parler à une multitude de fonctions officielles, et assumer nombre de devoirs cérémoniels. Il est choisi par vote majoritaire de tout le conseil et assermenté le 16 mai 2018. Son but a été de mettre fin à la nature "archaïque" du rôle et l'a illustré par sa cérémonie d'investiture, au cours de laquelle ont été joués la marche impériale de Star Wars et le thème principal de Superman. Pendant son discours d'investiture, il condamne le racisme et "la xénophobie post-Brexit". Sur son portrait inaugural, Magid pose accroupi sur une balustrade, portant des bottes vertes Dr. Martens. L'image est devenue virale sur Twitter.
Après sa nomination, Magid remarque la "réaction de rejet des médias de droite" et "des commentaires racistes" mais affirme que la grande majorité des retours à propos de sa désignation ont été positifs. En octobre 2018, il désigne le premier lauréat de poète de Sheffield en la personne du rappeur Otis Mensah. Les trois œuvres de charité qu'il soutient en tant que Lord-maire sont Flourish (prospérer en français), une organisation centrée sur les maladies mentales, les services de thérapie et de conseil aux femmes de Sheffield et le projet Unity Gym. Son but de levée de fonds en tant que Lord-maire était de 100 000 £, un chiffre record pour un Lord-maire de Sheffield. Il encouragea les gens à s'appliquer à l'accompagner pendant ses devoirs officiels, une manière d'encourager l'engagement. Durant la semaine suivant son investiture, il apparaît dans Daily Politics (en) où il fait face à Jacob Rees-Mogg qui qualifie l'histoire de Magid "brillante et rafraîchissante". Dans un tweet en juillet, Magid qualifie le président des États-Unis, Donald Trump, de "wasteman" (homme-déchet littéralement en français) et affirme le bannir de la ville de Sheffield, bien que le conseil municipal a rétorqué que le Lord-maire n'a pas le pouvoir de prendre une telle mesure.

### Député européen
En avril 2019, Magid annonce qu'il demandera l'investiture du Parti vert pour la candidature aux élections européennes de 2019 et l'obtient conséquemment pour devenir tête de liste dans la circonscription de Yorkshire et Humber, dans laquelle il est élu avec 13 % des voix.
À l'occasion de ces élections de 2019, Magid est élu en tant que premier député européen vert élu à Yorkshire et Humber. Après le vote, Magid affirme dans un article de The Guardian qu'il était "honoré d'être élu" et "déterminé à offrir une alternative à la politique de la peur". Il critique également des politiciens populistes, tels Matteo Salvini et Nigel Farage, disant de leur rhétorique qu'elle est "une déclaration de guerre quotidienne à la...paix en Europe".

## Rôle dansHunted
Magid était candidat de la troisième saison de la téléréalité Hunted en 2018. Il devient favori des fans pour ses railleries envers les poursuivants, envoyant même à un moment une lettre les qualifiant de "mugs" en somali (pouvant signifier "tasse" ou plus familièrement « nigaud »), qui a été mal traduit en « cup of tea » (tasse de thé). Après 19 jours de fuite, il est attrapé dans le Peak District. Après sa capture, Magid fait part de ses frustrations sur Twitter, à propos de l'aspect manipulateur de l'émission, affirmant des producteurs qu'ils cherchent plus à créer de la « bonne TV » plutôt qu'un véritable défi.

## Livre
- Magid Magid, The Art of Disruption: A Manifesto For Real Change (London: Blink, 2020),  (ISBN 9781788702904)